# 施泰因霍夫教堂
施泰因霍夫教堂（Kirche am Steinhof）是奥地利维也纳的一座罗马天主教教堂，位于施泰因霍夫精神病院内。该建筑由奥托·瓦格纳设计，被视为世界上最重要的新艺术运动风格教堂之一。
该堂地处彭青（第14区）海拔310米的山坡上，建于1903年-1907年，由著名建筑师奥托·瓦格纳设计，供奉圣利奥波德。

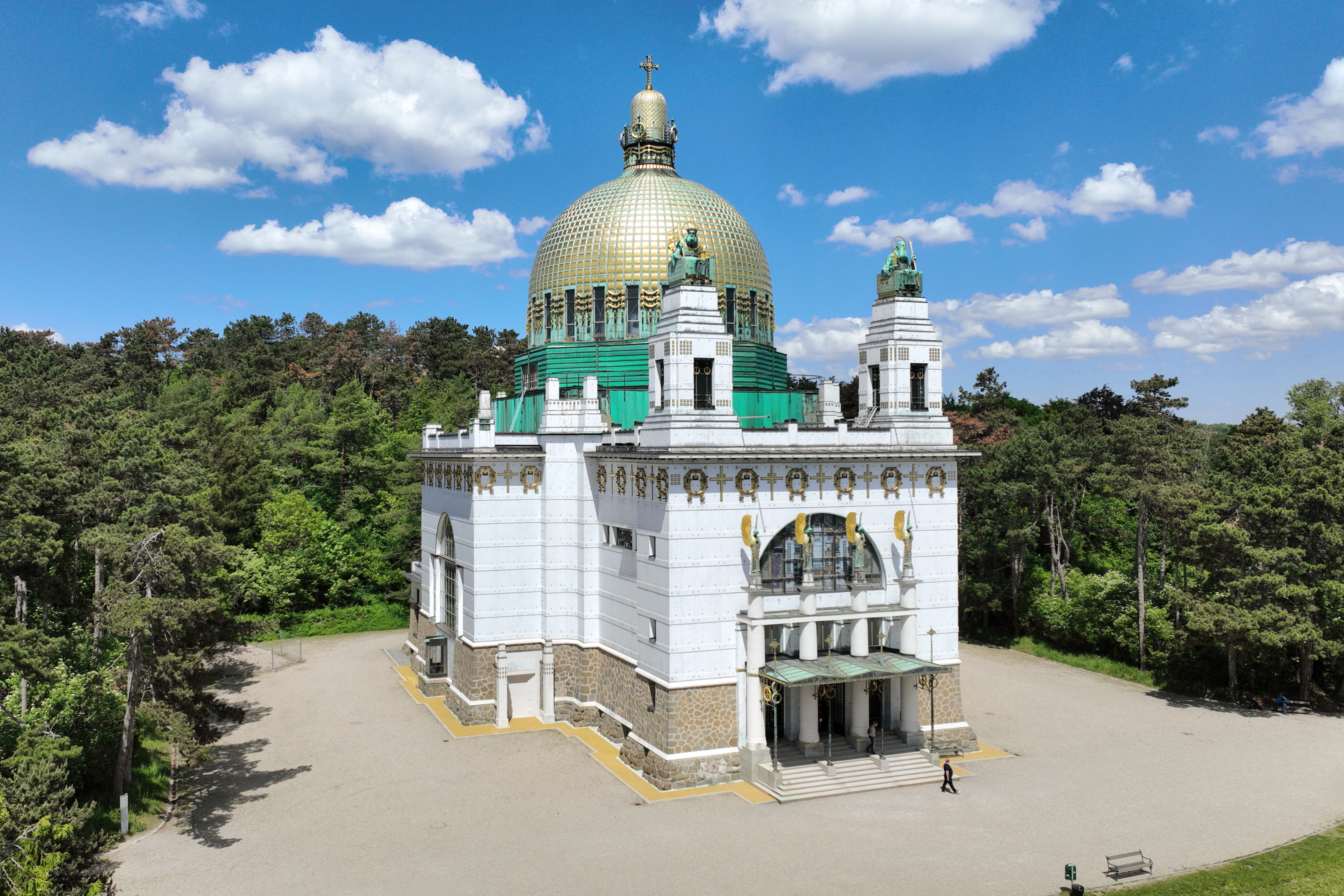
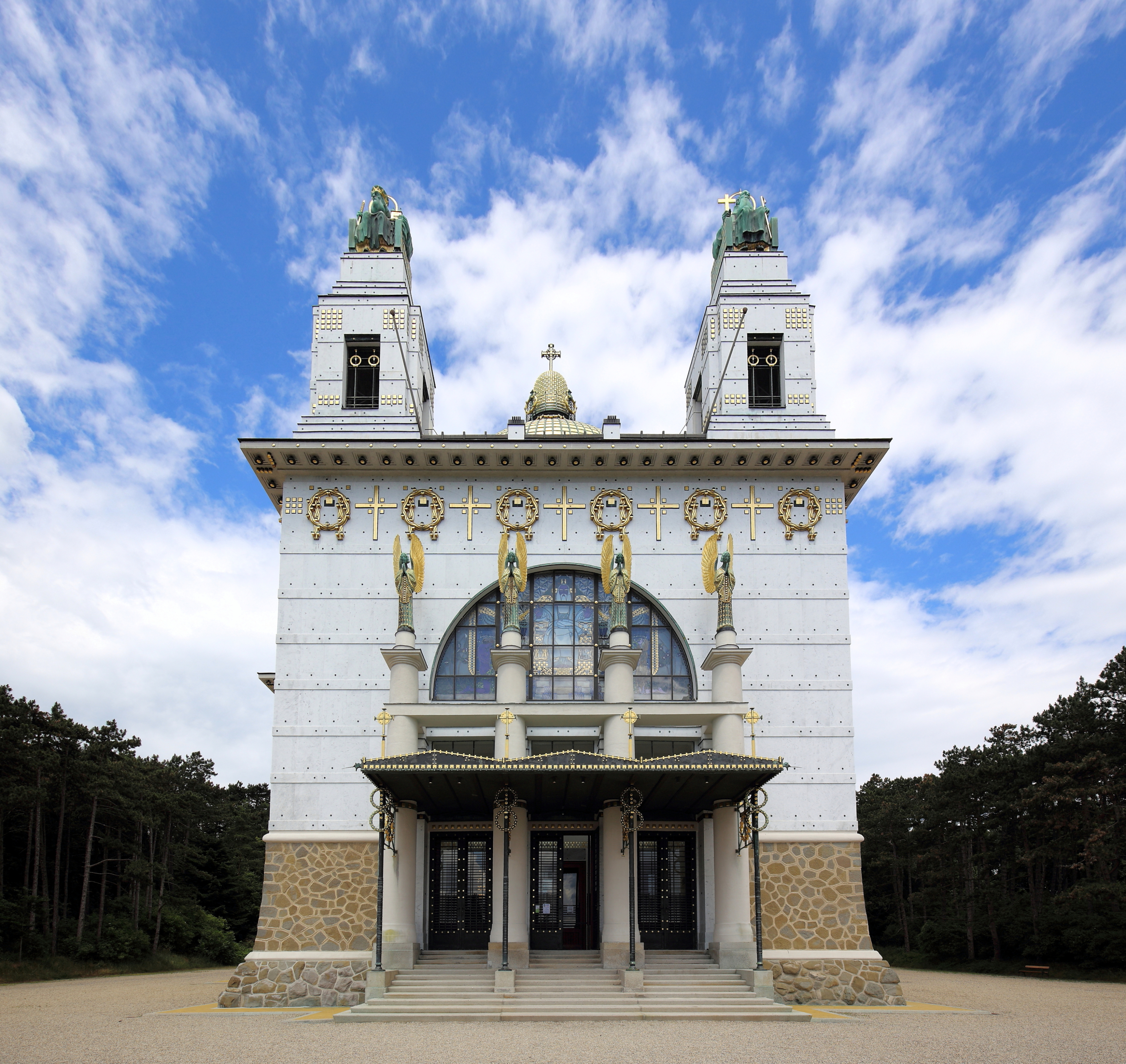
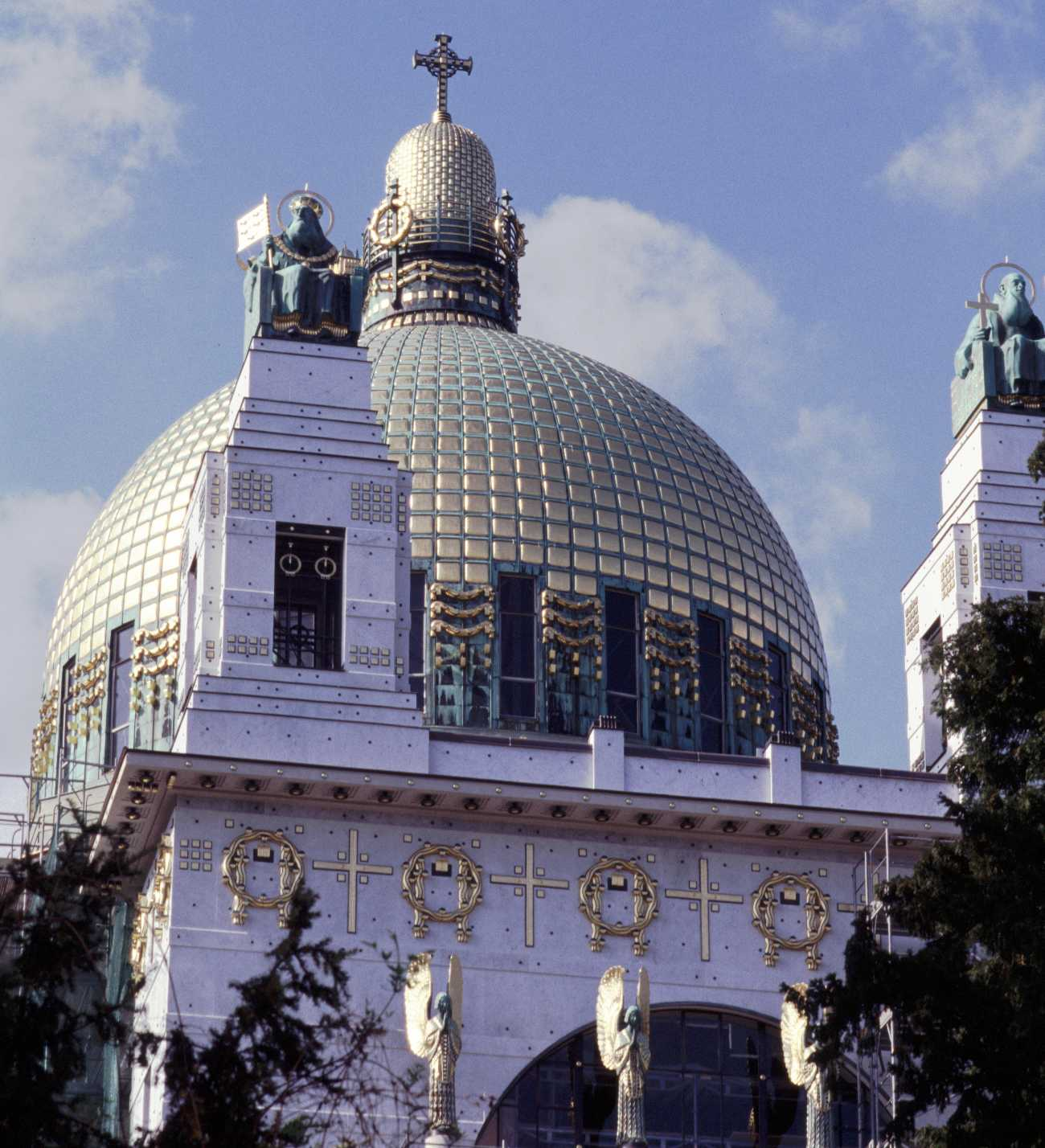
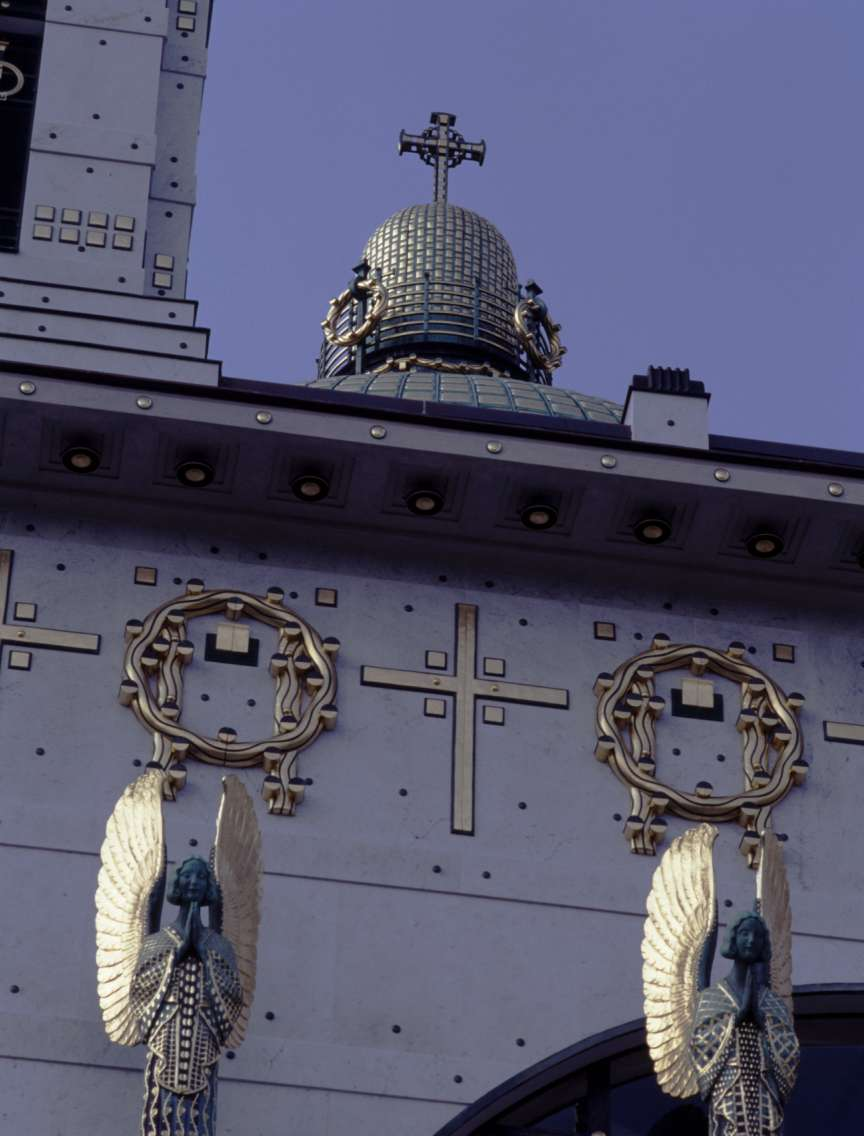
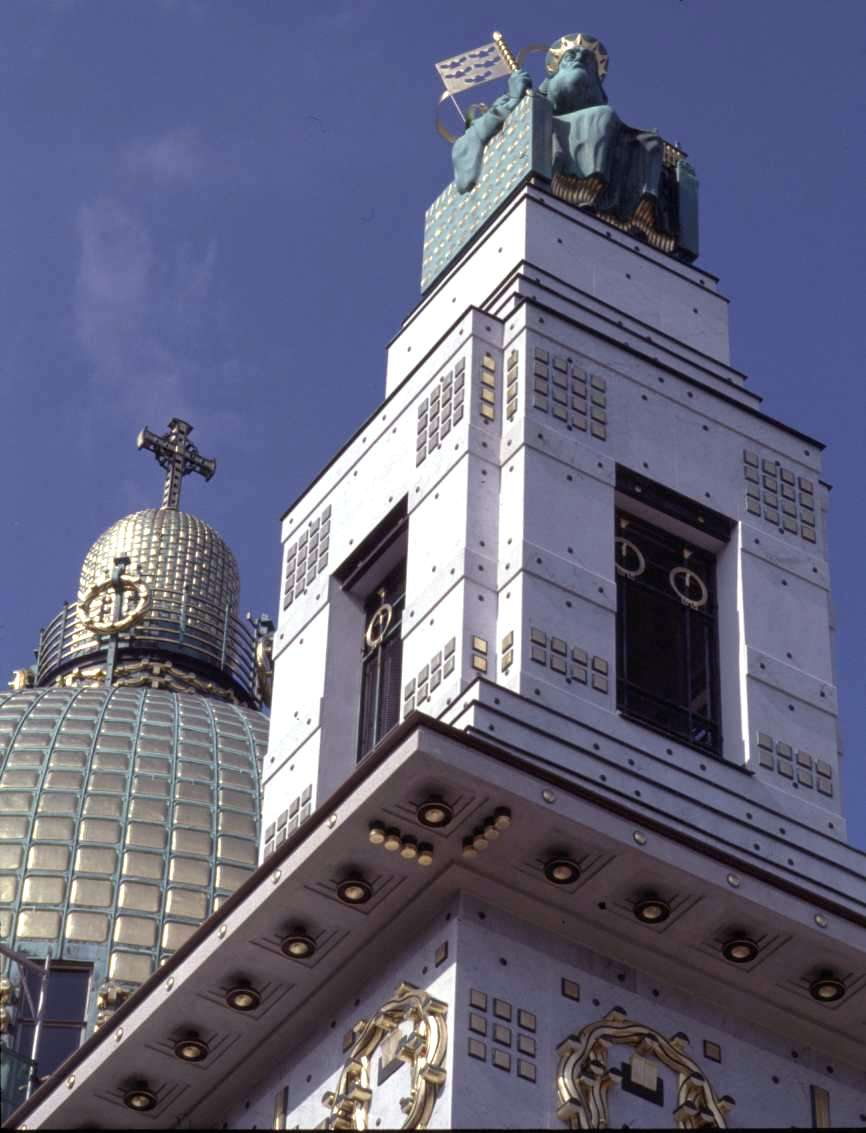
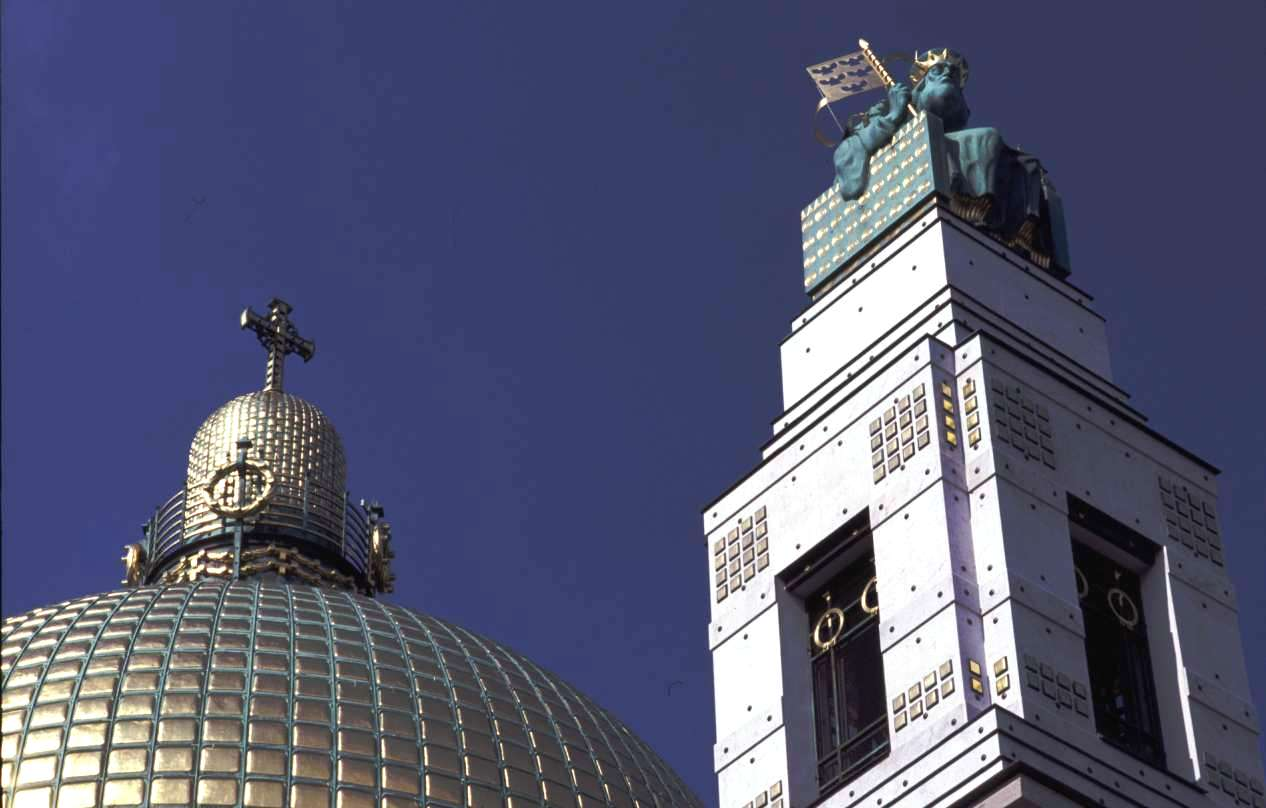
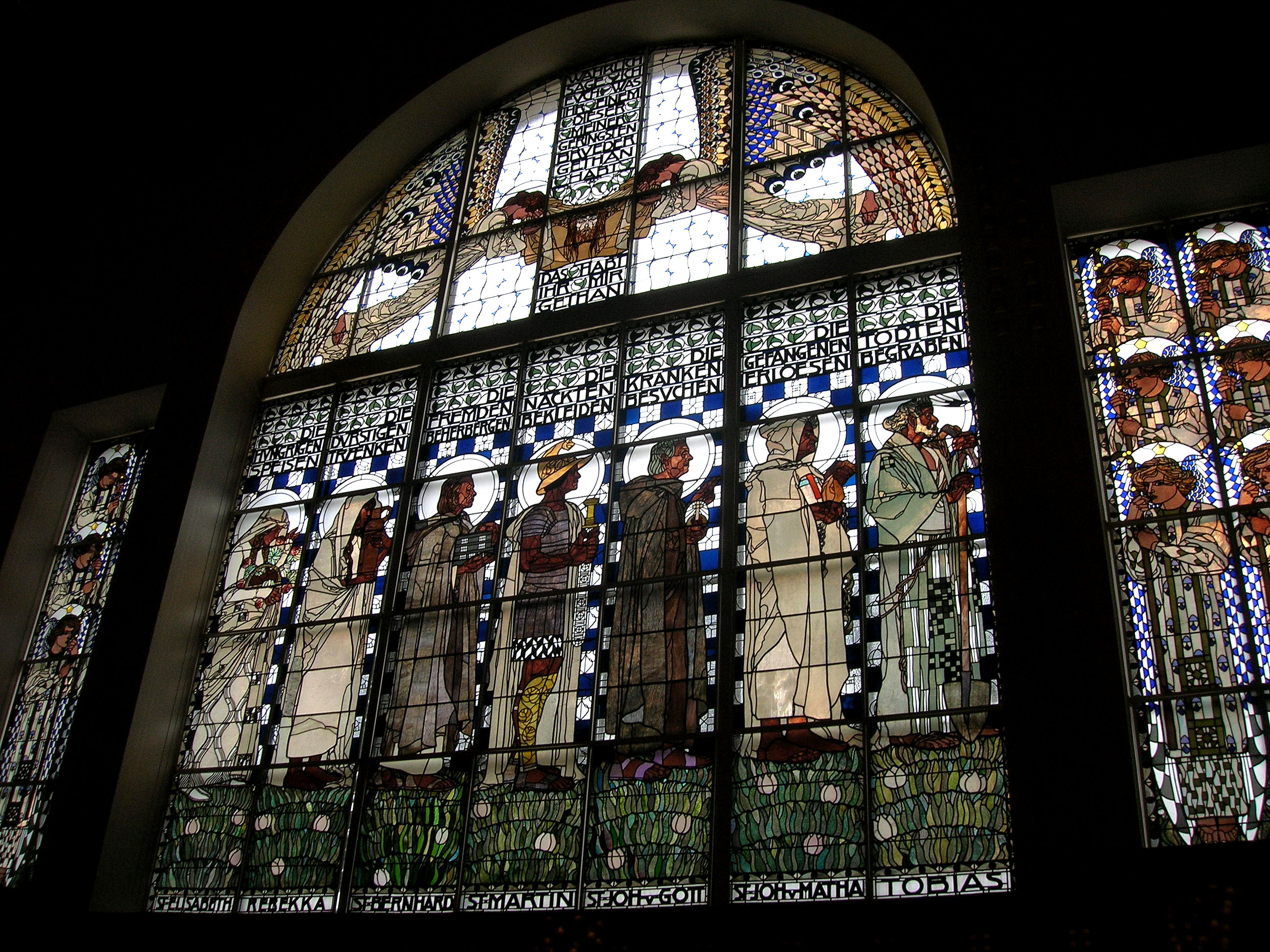
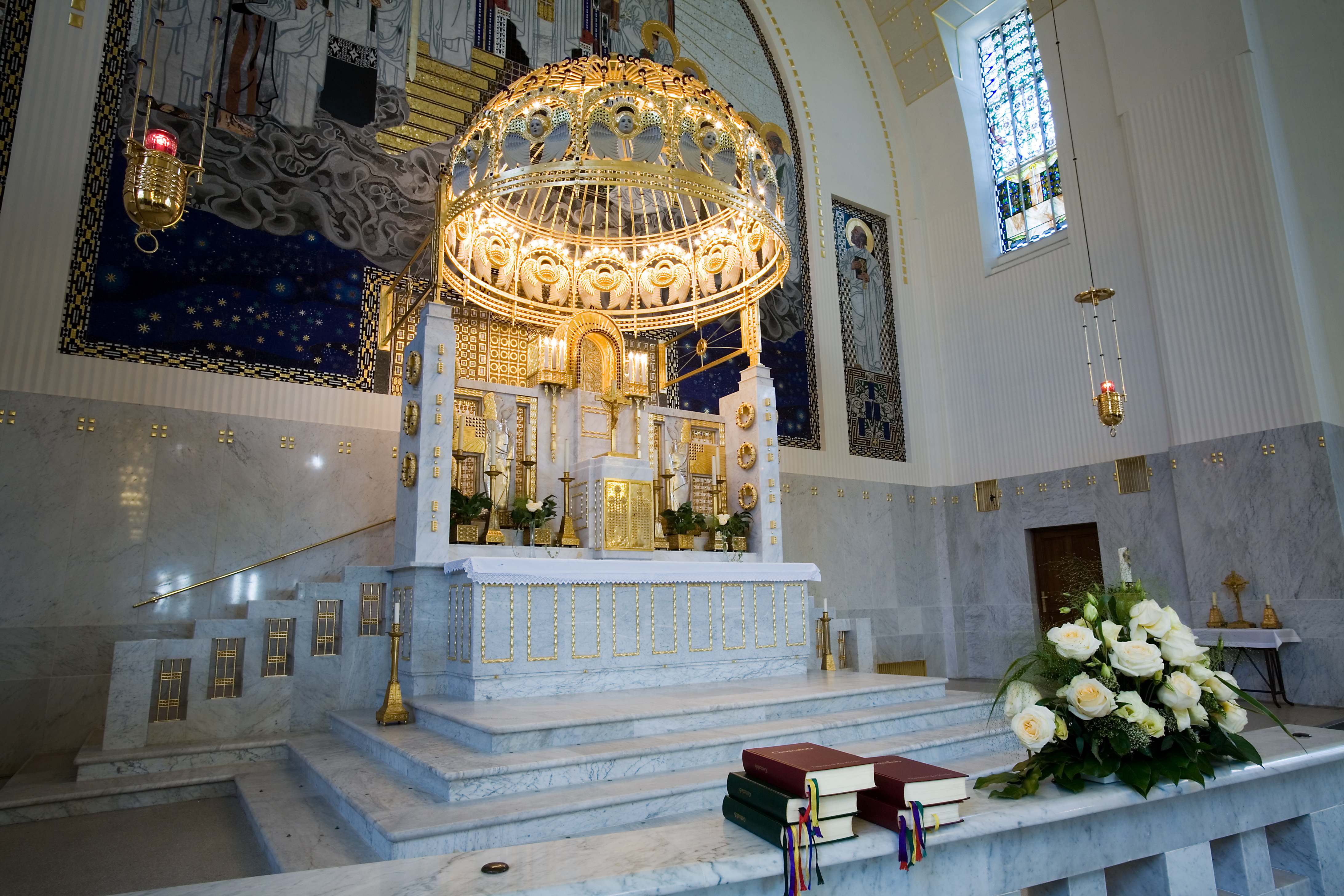
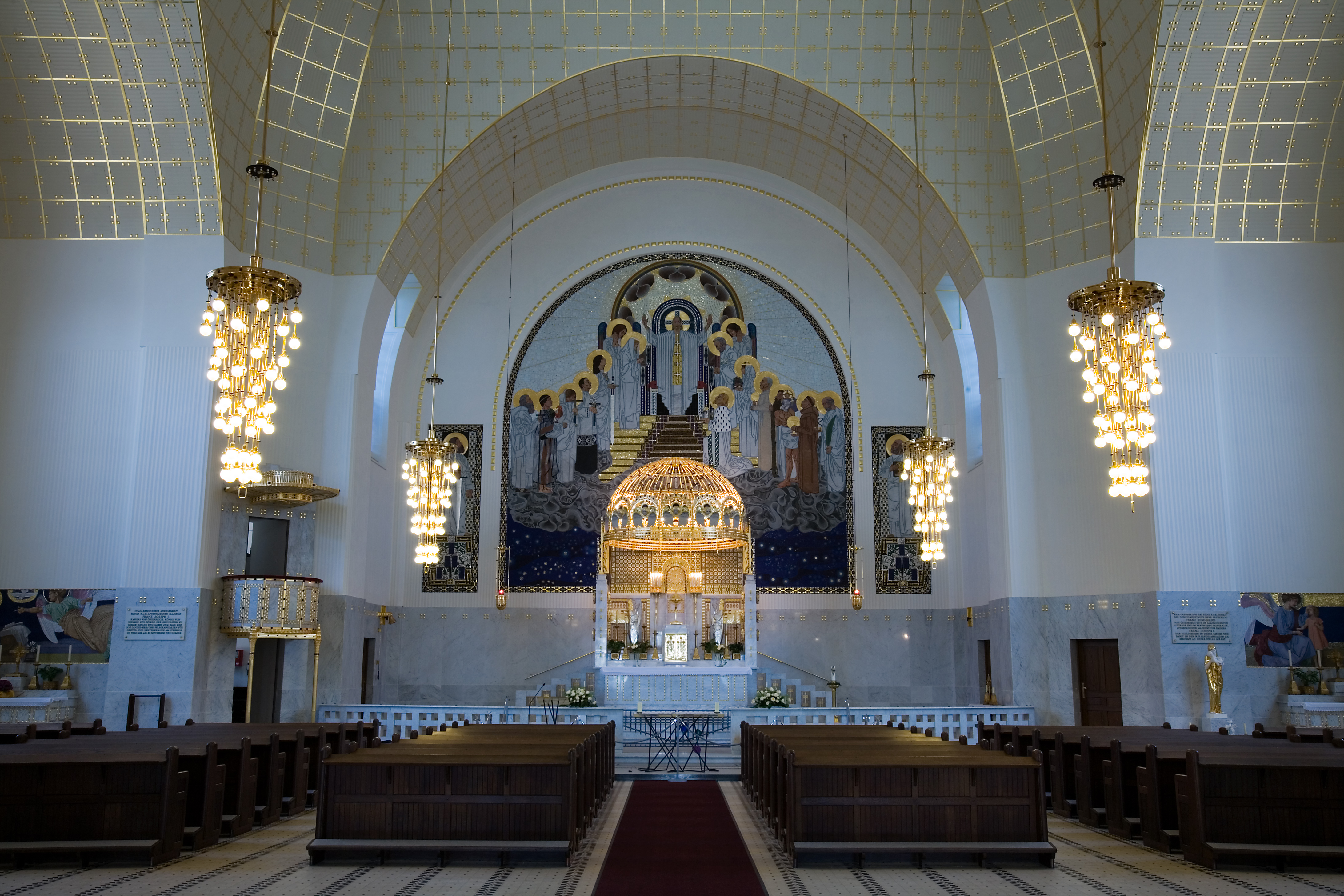
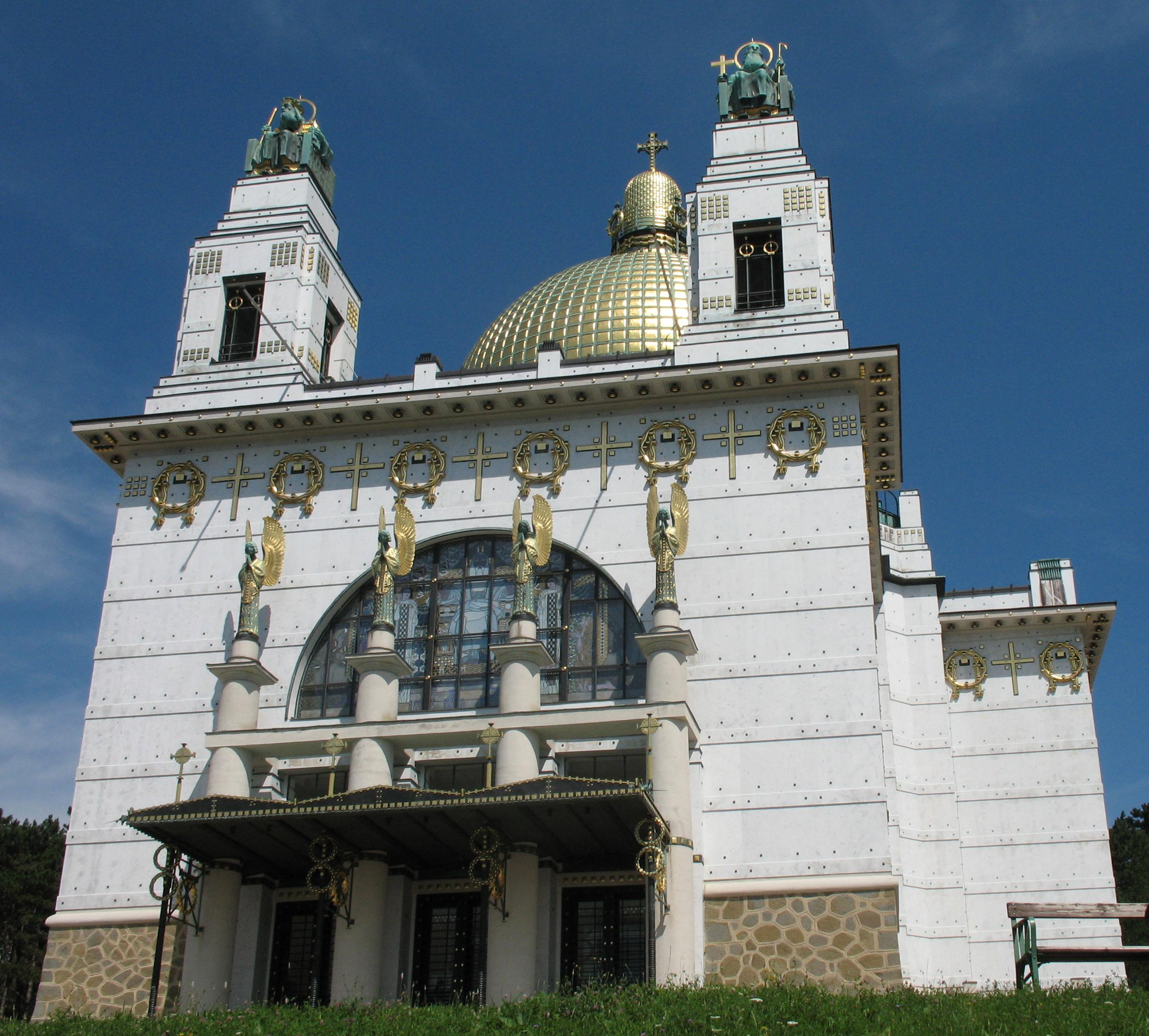